# Maagen-klassen
Maagen-klassen er danske inspektionskuttere bygget til Søværnet til brug for patruljering ved Grønland. Skibene var de første kuttere i Søværnet, der blev bygget af stål med isforstærkning. Skibene var oprindeligt planlagt bygget ved Aarhus Flydedok, men i juni 1959 blev projektet overført til Helsingør skibsbyggeri.
Skibene var som supplement til hovedmaskinen udrustet med støttesejl, hvorved man kunne nedsætte brændstofforbruget.
Mallemukken, der var af Maagen-klassen, blev i 1991 doneret til Estland og fik navnet Ahti. Mallemukken var dermed det første skib i Søværnet, der blev doneret til et andet lands marine.

## Skibe fra klassen
| Pnt. | Navn        | Kølen lagt      | Søsat          | Indgået      | Navngivet af | Skæbne                                                                  | Kaldesignal |
| ---- | ----------- | --------------- | -------------- | ------------ | ------------ | ----------------------------------------------------------------------- | ----------- |
| Y384 | Maagen      | 15. januar 1960 | 19. marts 1960 | 19. maj 1960 | -            | Udfaset den 11. december 1991                                           | OUGX        |
| Y385 | Mallemukken | 15. januar 1960 | 19. marts 1960 | 19. maj 1960 | -            | Overført til Estland den 31. december 1991 under navnet EML Ahti (A431) | OUGW        |

## Eksterne links
- Flådens historie: Maagen-klassen (dansk)